# Larraga
Larraga ist ein Ort und eine Gemeinde (municipio) mit 2.133 Einwohnern (Stand: 2024) in der autonomen Gemeinschaft Navarra im Norden von Spanien.

## Lage und Klima
Lagarra liegt am Arga in ca. 395 m Höhe und ist ca. 55 Kilometer (Fahrtstrecke) in südsüdwestlicher Richtung von der Regionalhauptstadt Pamplona entfernt. Das Klima ist gemäßigt bis warm; Regen (ca. 546 mm/Jahr) fällt übers Jahr verteilt.

## Bevölkerungsentwicklung
| Jahr      | 1970 | 1981 | 1991 | 2001 | 2011 | 2021 |
| Einwohner | 2151 | 1869 | 1892 | 1937 | 2161 | 2108 |

## Sehenswürdigkeiten

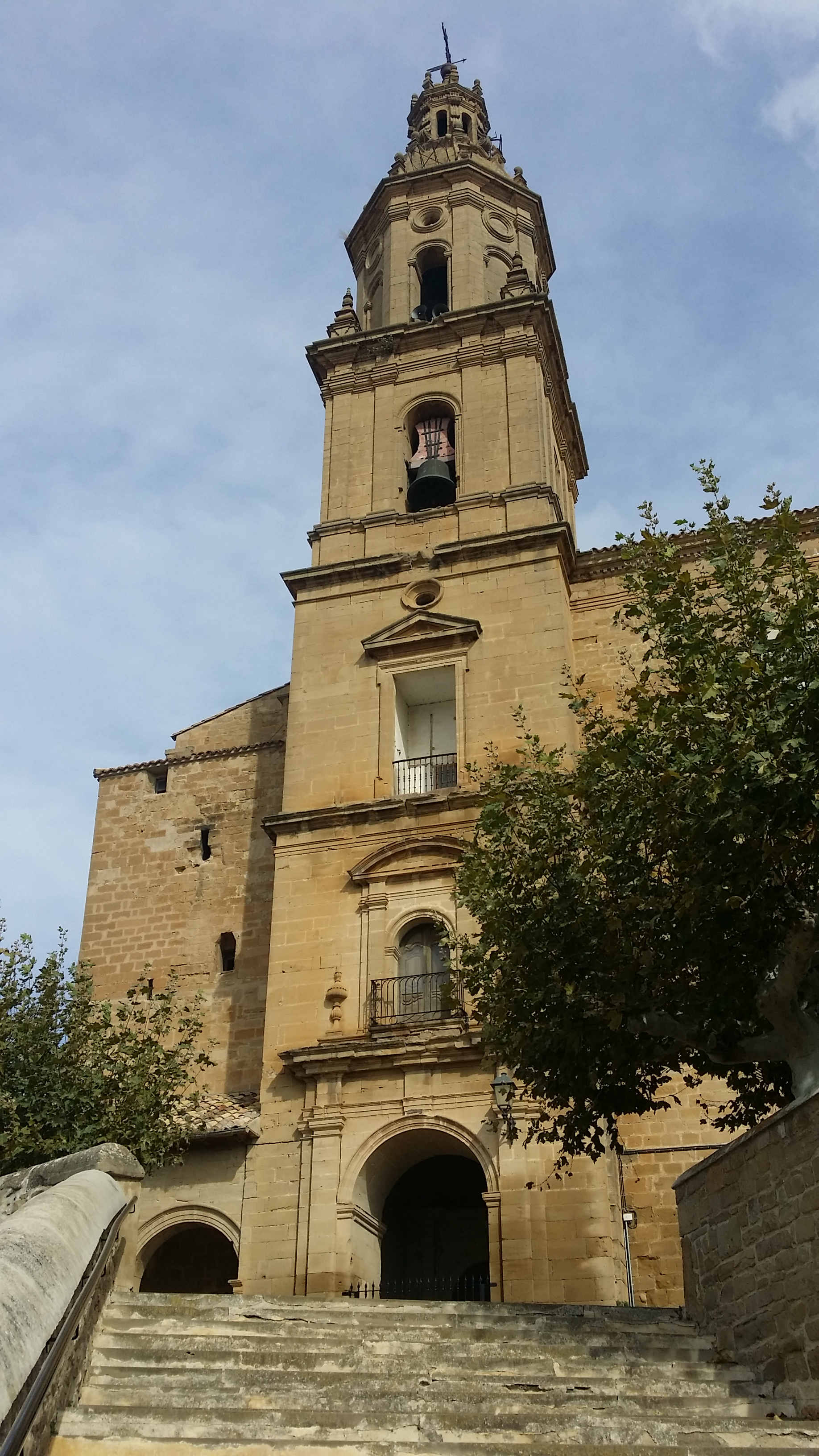
Michaeliskirche
- Rathaus

- Michaeliskirche